# August Pauly (Zoologe)
August Pauly (* 13. März 1850 in München; † 9. Februar 1914 ebenda) war ein deutscher Zoologe und Philosoph.
Pauly war Assistent und Privatdozent bei Richard Hertwig am Zoologischen Institut der Universität München, bevor er 1896 den Lehrstuhl für Forstzoologie an der gleichen Universität übernahm. Sein Nachfolger war ab 1914 Karl Leopold Escherich.
Sein Hauptwerk war „Darwinismus und Lamarckismus. Entwurf einer psychophysischen Teleologie“ (1905), in dem er „einer erweiterten Anwendung des Seelenbegriffs auf die Pflanzenwelt fast leidenschaftlich das Wort“ redete.

## Einzelbelege
1. ↑  Fritz Baltzer: Theodor Boveri (= Große Naturforscher. Band 25). Wissenschaftliche Verlagsgesellschaft m.b.H, Stuttgart 1962, S. 194.
2. ↑  Fritz Mauthner: Zur Psychologie. Beiträge zu einer Kritik der Sprache, Erster Band (1906)

| Personendaten    | Personendaten                   |
| ---------------- | ------------------------------- |
| NAME             | Pauly, August                   |
| KURZBESCHREIBUNG | deutscher Zoologe und Philosoph |
| GEBURTSDATUM     | 13. März 1850                   |
| GEBURTSORT       | München                         |
| STERBEDATUM      | 9. Februar 1914                 |
| STERBEORT        | München                         |